# Лука Драшковић
Лука Драшковић (Бар, 20. септембар 1995) је шаховски велемајстор из Црне Горе.

## Биографија
Лука Драшковић је 2014. стекао титулу међународног мајстора шаха а 2022. стекао је титулу ФИДЕ велемајстора.
Као репрезентативац Црне Горе учествовао је на 3 шаховске олимпијаде (2016-2022) и 5 Екипних првенстава Европе у шаху (2015-2023).
Драшковић је освојио првенство Црне Горе 2021.
2021. године представљао је Црну Гору на Светском првенству у шаху 2021. Током Светског првенства одиграног у Сочију у јулу 2021. у првом колу га је победио Александар Инђић.

## Резултати на шаховским олимпијадама
| Год  | Город         | Турнир         | Победа | Пораза | Ремија | Резултат  |
| ---- | ------------- | -------------- | ------ | ------ | ------ | --------- |
| 2016 | Баку          | 42. Олимпијада | 3      | 2      | 4      | 5 из 9    |
| 2018 | Батуми        | 43. Олимпијада | 4      | 4      | 1      | 4.5 из 9  |
| 2022 | Махабалипурам | 44. Олимпијада | 4      | 3      | 3      | 5.5 из 10 |
| 2024 | Будимпешта    | 45. Олимпијада |        |        |        |           |